# Filtsköldlöss
Filtsköldlöss (Eriococcidae) är en familj av insekter. Enligt Catalogue of Life ingår filtsköldlöss i överfamiljen sköldlöss, ordningen halvvingar, klassen egentliga insekter, fylumet leddjur och riket djur, men enligt Dyntaxa är tillhörigheten istället ordningen halvvingar, klassen egentliga insekter, fylumet leddjur och riket djur. Enligt Catalogue of Life omfattar familjen Eriococcidae 538 arter. 

## Bildgalleri

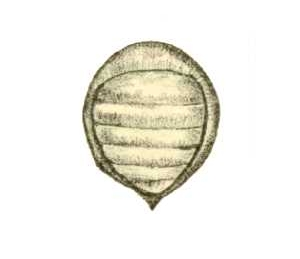

## Dottertaxa till filtsköldlöss, i alfabetisk ordning[1][2]
- Acalyptococcus
- Acanthococcus
- Aculeococcus
- Apezococcus
- Apiococcus
- Apiomorpha
- Ascelis
- Asiacornococcus
- Atriplicia
- Balticococcus
- Calycicoccus
- Capulinia
- Carpochloroides
- Casuarinaloma
- Chazeauana
- Chilechiton
- Chilecoccus
- Cornoculus
- Cryptococcus
- Cylindrococcus
- Cystococcus
- Echinogalla
- Eriochiton
- Eriococcus
- Exallococcus
- Floracoccus
- Gallacoccus
- Gedanicoccus
- Gossyparia
- Gossypariella
- Hypericicoccus
- Icelococcus
- Jutlandicoccus
- Keithia
- Kuenowicoccus
- Kuwanina
- Lachnodius
- Macracanthopyga
- Madarococcus
- Megacoccus
- Melzeria
- Neoacanthococcus
- Neoeriochiton
- Neotectococcus
- Neotrichococcus
- Noteococcus
- Olliffia
- Opisthoscelis
- Oregmopyga
- Ourococcus
- Ovaticoccus
- Pedroniopsis
- Phacelococcus
- Phloeococcus
- Proteriococcus
- Pseudocapulinia
- Pseudochermes
- Pseudotectococcus
- Ripersia
- Sangicoccus
- Scutare
- Sisyrococcus
- Sphaerococcopsis
- Spiroporococcus
- Stegococcus
- Stibococcus
- Subcorticoccus
- Tectococcus
- Tolypecoccus
- Xerococcus